# Christopher Prout
Pour les articles homonymes, voir Prout.
Christopher James Prout (1er janvier 1942 - 12 juillet 2009) est un avocat britannique et homme politique du Parti conservateur. Il est peut-être surtout connu pour avoir été le chef du groupe conservateur des députés européens (MPE) et pour son rôle dans l'initiation de leur association avec le Parti populaire européen. Il devient ensuite un expert reconnu des questions constitutionnelles.

## Jeunesse et carrière
Prout est né en 1942, fils de Lucy et Frank Prout . Il fait ses études à la Sevenoaks School et à l'Université de Manchester avant d'obtenir une bourse d'études supérieures au Queen's College, à Oxford où il étudie l'économie. Il passe également un an à l'Université Columbia, New York. En 1966, il rejoint la Banque internationale pour la reconstruction et le développement à Washington DC pendant trois ans avant d'obtenir une bourse de recherche à l'Université du Sussex, puis de devenir maître de conférences en droit. Il est admis au Barreau en 1972 et devient conseiller du Middle Temple en 1996. Il est nommé conseiller de la reine en 1988 et continue à exercer au Barreau tout au long de sa carrière en politique.
Il est également membre de l'armée territoriale servant avec 16/5 The Queen's Royal Lancers et dans l'état-major du quartier général de la 3e division blindée. Il prend sa retraite de l'armée territoriale en 1987 et est récompensé par la décoration territoriale . Prout aime aussi la voile et le jardinage; il possède un yacht qui remporte la Daily Telegraph Cup en 1987. Il est maître du jardin du Middle Temple et est également président en 2009 de la Shropshire Horticultural Society.

## Parlement européen
Prout est choisi comme candidat du Parti conservateur pour la circonscription du Shropshire et Stafford pour les élections de 1979 au Parlement européen, et remporte le siège avec une majorité de 45 000 voix . Siégeant en tant que membre du groupe conservateur des démocrates européens (ED), il est élu whip député conservateur, puis quatre ans plus tard comme whip en chef. En 1987, le président du DE, Henry Plumb, est élu président du Parlement européen. Prout remporte l'élection pour lui succéder, battant Diana Elles, Sir Fred Catherwood et Claus Toksvig.
Bien qu'il ait critiqué le président de la Commission européenne Jacques Delors, décrivant son projet pour la future Union européenne comme une tentative de "greffer une ingénierie sociale superflue" au marché unique, Prout s'est avéré quelque peu pro-européen et était visiblement mal à l'aise avec l'euroscepticisme de Margaret Thatcher lors des élections au Parlement européen de 1989 . Le DE, avant l'élection le troisième plus grand groupe, subit de lourdes pertes et devient le cinquième plus grand groupe . Après les élections, l'Alliance populaire espagnole quitte la DE pour rejoindre le Groupe du Parti populaire européen (PPE), un groupe plus pro-européen et chrétien-démocrate que le DE. Prout demande au Parti conservateur de rejoindre le PPE, mais cela est rejeté, laissant les conservateurs dans le groupe ED désormais largement isolé.
Prout est fait chevalier dans les honneurs du Nouvel An 1990.
A ce moment, Prout est accusé par certains conservateurs du Royaume-Uni d'être «devenu indigène». Le président du parti conservateur Kenneth Baker tente d'améliorer les relations en 1990 en organisant une série de réunions entre le groupe et Thatcher. Malgré cela, en novembre 1990, alors que la position de Thatcher est sérieusement menacée, Prout informe le Comité 1922 que 20 membres de son groupe veulent qu'elle parte, tandis que cinq seulement veulent qu'elle reste à la tête des conservateurs. Elle est ensuite remplacée par John Major .
L'élection de Major provoque un dégel dans les relations de la Grande-Bretagne avec l'Europe. Prout soutient la négociation du traité de Maastricht par Major tandis que le Premier ministre soutient les efforts de Prout pour entrer dans le groupe PPE. Enfin, en avril 1992, le PPE vote pour accepter les conservateurs comme "membres alliés" de leur groupement, mais pas le parti politique européen . Prout devenant vice-président du groupe PPE . Cependant, à la suite des événements du mercredi noir, le Parti conservateur est de plus en plus divisé sur la question de l'Europe, Norman Tebbit décrivant les soutiens de Prout comme des " fédéralistes fous et enthousiastes" et certains eurodéputés tentent de retirer à Prout le poste de chef de leur délégation. Aux élections du Parlement européen de 1994, il perd le siège supposé sûr du Herefordshire et du Shropshire par près de 2000 voix .

## Chambre des lords
Après sa défaite électorale, Prout reçoit une pairie à vie en tant que baron Kingsland, de Shrewsbury dans le comté de Shropshire le 7 octobre 1994. Il aurait pris ce titre pour éviter d'être surnommé "Lord Brussels Prout" . Il est également nommé conseiller privé. Il prononce son premier discours sur le sujet de la fraude dans l'UE et est président de l'une des sous-commissions des Lords sur les affaires européennes. Il reçoit également plusieurs nominations judiciaires, comme enregistreur adjoint pour le circuit du Pays de Galles et Chester, enregistreur en 2000 et juge suppléant de la Haute Cour en 2005.
En 1997, le nouveau chef du Parti conservateur, William Hague nomme Prout comme Lord Chancelier du cabinet fantôme chargé de suivre de Derry Irvine, l'un des plus proches intimes de Tony Blair . Prout s'est généralement bien acquitté de sa tâche contre Irvine, mettant en garde contre les risques liés à l'adoption de la loi de 1998 sur les droits de l'homme et appelant à la démission d'Irvine en 2001 après qu'il en soit ressorti qu'Irvine avait invité des avocats à une collecte de fonds du parti travailliste. À la suite des attentats du 11 septembre 2001, Prout est un opposant majeur à la législation gouvernementale visant à faciliter l'extradition des Britanniques vers les États-Unis, bien qu'il ait finalement abandonné après que le gouvernement l'ait présentée pour la troisième fois. Il combat avec succès les initiatives du parti travailliste visant à mettre fin au droit à un procès par jury dans certains cas, considérés comme sa plus grande réussite par ses collègues.
Prout est également impliqué dans les débats entourant la réforme constitutionnelle, en particulier autour du poste qu'il surveillait, le Lord chancelier. Après la retraite d'Irvine en 2003, les fonctions traditionnelles du Lord Chancelier sont divisées en trois parties dans le cadre du concept de séparation des pouvoirs. Le gouvernement avait l'intention de supprimer complètement le poste mais, en partie sous la pression de Prout, le titre survit . Néanmoins, le périmètre du poste diminue et à partir de 2007, le titulaire (Jack Straw) siège à la Chambre des communes. En 2008, Prout est transféré au poste plus limité de ministre des Affaires juridiques de l'ombre, bien qu'à partir de 2009, il dirige toujours l'opposition dans certains débats malgré sa maladie.
Décrit comme étant "aimable mais sec" et une "boîte à cerveaux maigre et chauve", chez les Lords, Prout est très apprécié pour ses vues et opinions sur les questions constitutionnelles et de planification . Vice-président de JUSTICE, une organisation juridique et de défense des droits de l'homme, il contribue à trois volumes de Halsbury's Laws of England . De 2004 jusqu'à sa mort, il est président de la Jersey Competition Regulatory Authority. Il est également lieutenant adjoint du Shropshire de 1997 jusqu'à sa mort.
Il est décédé le 12 juillet 2009, à l'âge de 67 ans, d'une embolie pulmonaire.